# Fuerza Aérea de Bulgaria
La Fuerza Aérea de Bulgaria (en búlgaro: Военновъздушните сили на България) es una rama aérea del Ejército de Bulgaria, que se encarga de la vigilancia del espacio aéreo de Bulgaria.

## Aviones

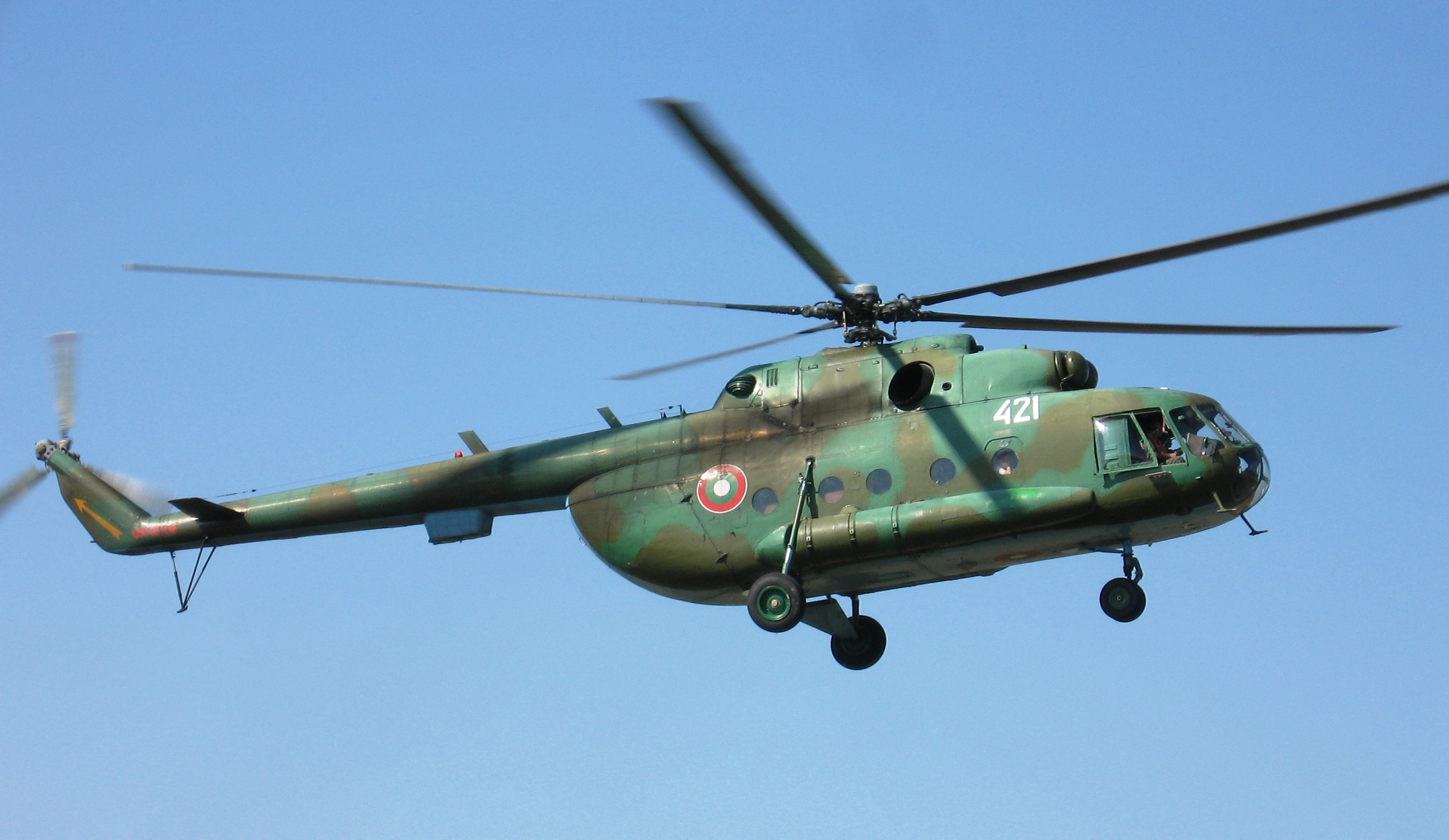
Un Mi-17 de la Fuerza Aérea de Bulgaria.

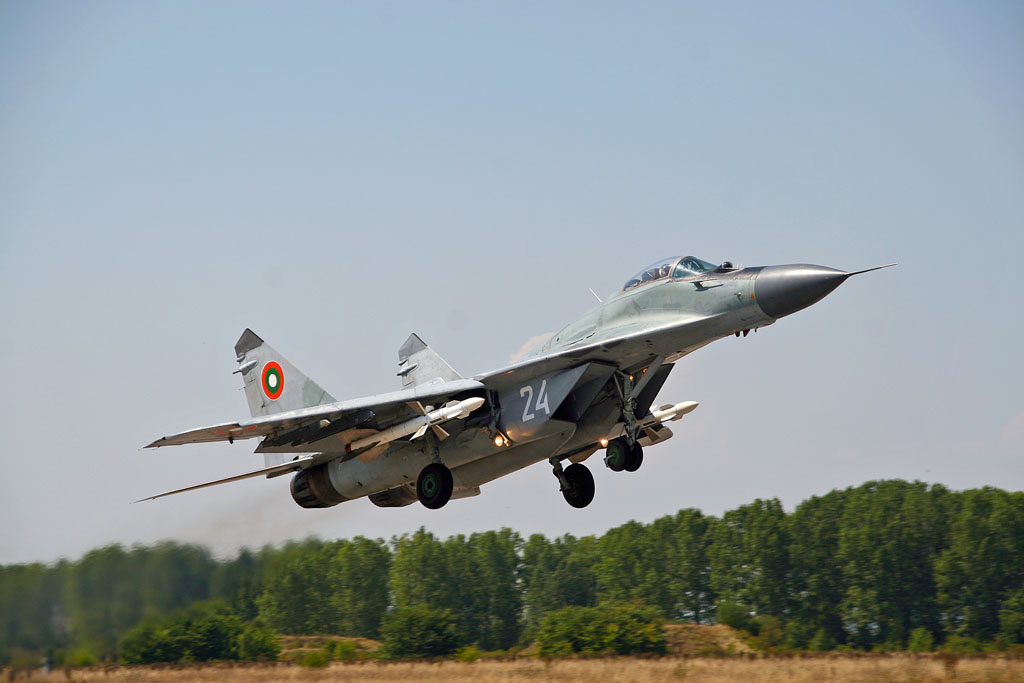
MiG-29 con misiles Vympel R-27

Mig 21

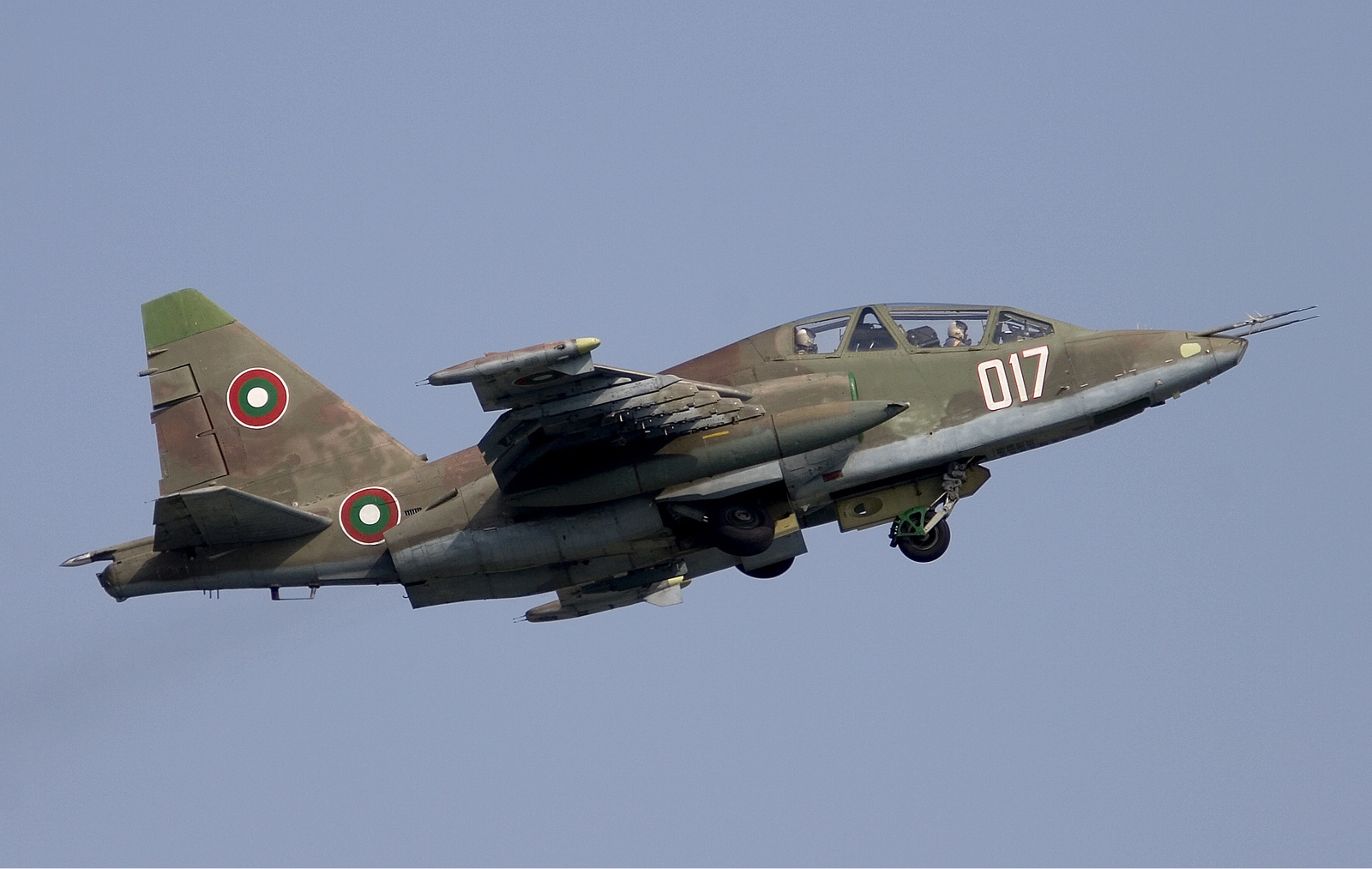
Su-25UBK

| Avión                                | Total  | Uso                        | Origen          | Notas                                                                                                |
| ------------------------------------ | ------ | -------------------------- | --------------- | --- |
| Lockheed Martin F-16 Fighting Falcon | 0 / 16 | Caza polivalente           | Estados Unidos  | Pedido inicial de 6 monoplazas F-16C y 2 biplaza F-16D. Pedido posterior de 4 monoplazas y 4 biplaza |
| Mikoyan MiG-29                       | 15     | Interceptación / Formación | Unión Soviética | |
| Sukhoi Su-25                         | 14     | Ataque / Formación         | Unión Soviética | |
| Aero L-39 Albatros                   | 12     | Capacitación               | República Checa | |
| Pilatus PC-9                         | 6      | Capacitación               | Suiza           | |
| Alenia C-27J Spartan                 | 3      | Transporte                 | Italia          | |
| Antonov An-26                        | 3      | Transporte                 | Unión Soviética | |
| Antonov An-30                        | 1      | Transporte                 | Unión Soviética | |
| Antonov An-2                         | 1      | Transporte                 | Unión Soviética | |
| Pilatus PC-12                        | 1      | Transporte                 | Suiza           | |
| Mil Hip Mi-17/17PP                   | 33     | Transporte                 | Unión Soviética | |
| Eurocopter AS 532 Cougar             | 12     | Transporte                 | Francia         | |
| Bell 206                             | 6      | Capacitación               | Estados Unidos  | |
| Mil Mi-14                            | 14     | Transporte                 | Unión Soviética | |
| Let L-410 Turbolet                   | 2      | Transporte                 | República Checa | |
| Eurocopter AS565 Panther             | 3      |                            | Francia         | |
| Mil Mi-24                            | 19     | Ataque                     | Unión Soviética | |